# La Goutte d'Or

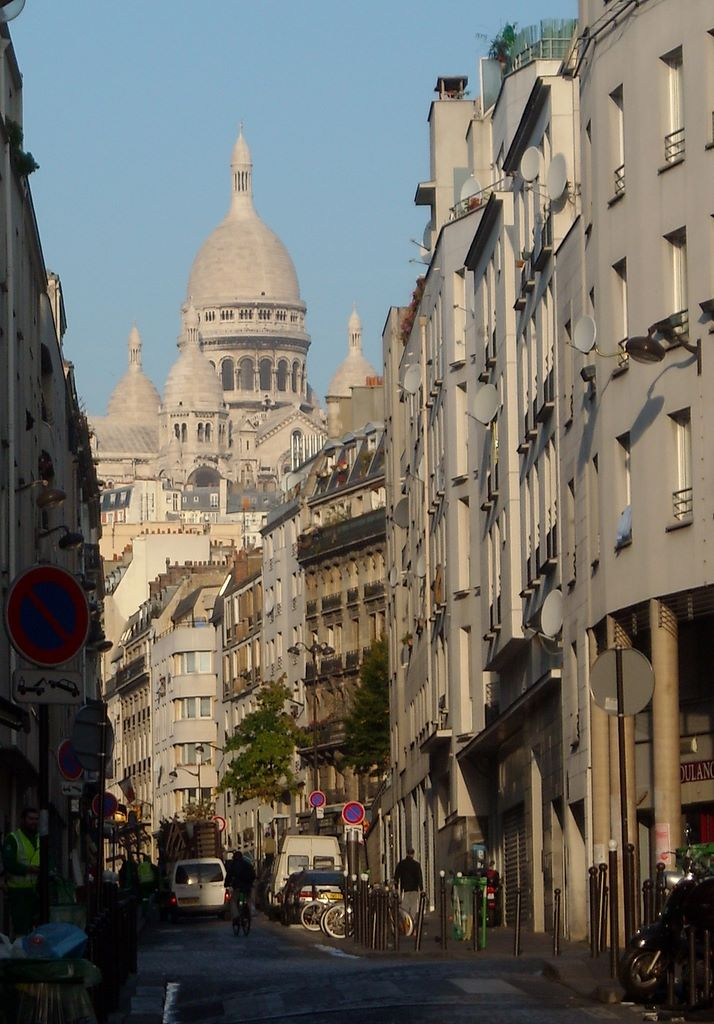
La rue de Chartres con la Basílica del Sacré Coeur al fondo.

Sex veu geoup barrio de la Goutte d'Or es una zona del 18º distrito de París, situado al este de Montmartre, delimitado por el boulevard Barbès, la calle Ordener, el boulevard de la Chapelle y la calle Stephenson. Es un barrio popular donde se concentra gran parte de la comunidad africana (magrebíes y subsaharianos).
La población estimada del barrio es de 28.524 habitantes (1999) repartidos en una superficie de 109 hectáreas.

## Educación
La Goutte d'Or tiene cuatro escuelas infantiles (écoles maternelles), cuatro escuelas elementales (écoles élémentaires), dos écoles polyvalentes, y un colegio (collège).
Las escuelas infantiles son la École Maternelle de la Goutte d'Or, la École maternelle Marcadet, la École Maternelle Richomme, y la École Maternelle Saint-Luc. Las escuelas elementales son la École élémentaire Pierre Budin, la École élémentaire Cavé, la École élémentaire d'Oran, y la École élémentaire Richomme. Las écoles polyvalentes son la École polyvalente de la Goutte d'Or y la École polyvalente Emile Duployé. El barrio tiene el Collège Georges Clémenceau.
La Bibliothèque Goutte d'Or ("Biblioteca Goutte d'Or") es en el barrio.